# Yūya Ōki
Yūya Ōki (沖 悠哉?, Ōki Yūya; Ibaraki, 22 agosto 1999) è un calciatore giapponese, portiere dello Shimizu S-Pulse.

## Carriera

### Club
Ha giocato nella prima divisione giapponese.

### Nazionale
Ha giocato nelle nazionali giovanili giapponesi Under-19 ed Under-23.

## Palmarès

### Club

#### Competizioni nazionali
- J2 League: 1

Shimizu S-Pulse: 2024

#### Competizioni internazionali
- AFC Champions League: 1

Kashima Antlers: 2018